# Kwame Kizito
Kwame Kizito, född 21 juli 1996 i Anomabu, är en ghanansk fotbollsspelare som spelar för Ariana FC.

## Karriär
Den 23 december 2019 värvades Kizito av Falkenbergs FF, där han skrev på ett tvåårskontrakt. I premiären av Allsvenskan 2020 råkade Kizito ut för en korsbandsskada, vilket gjorde att han missade resten av säsongen. I februari 2022 skrev Kizito på ett nytt ettårskontrakt med option på ytterligare ett år i Falkenberg.
I februari 2023 värvades Kizito av Ariana FC.